# Гай Кальпурній Пізон
Гай Кальпурній Пізон (лат. Gaius Calpurnius Piso) — римський політичний діяч I століття, сенатор, оратор, меценат. Основна фігура змови проти Нерона, названої його іменем.

## Раннє життя
Пізон походив із поважного римського роду Кальпурніїв, який попри своє стародавнє походження зараховувався до плебейських. Від батька Пізон успадкував зв'язки із багатьма шанованими у Римі людьми, а від матері — багатство. Сам він був, за описами учасників, високий, симпатичний, привітний і відмінний оратор. Пізон захоплювався літературою, писав поезії і трагедії, майстерно грав у шашки. Пізона любили і поважали римляни, проте були і негативні відгуки про нього. За словами Тацита, політик використовував своє красномовство для захисту співгромадян у суді, але нерідко був занадто показним, вів занадто пишний спосіб життя.
У 40 році імператор Калігула вигнав Пізона з Риму, оскільки принцепс вподобав його дружину Лівію Орестиллу. Формальною причиною вигнання стало звинувачення в перелюбстві. Пізон повернувся до Риму через рік після вбивства Калігули. У 41 році новий імператор Клавдій повернув Пізона із заслання та зробив своїм другим консулом. З часом Пізон став впливовим сенатором. Тоді ж одружився вдруге з Атрією Галлою.

## Змова проти Нерона і смерть
На початку 60-х років почало наростати невдоволення Нероном, викликане посиленням його влади і зменшення ролі Сенату. За кілька років воно вилилося у повноцінну змову, очільником якої став Гай Кальпурній Пізон. Він зміг залучити на свій бік кількох високопоставлених друзів і прибічників імператора — Петронія, Сенеку, Марка Аннея Лукана та інших. Змовники хотіли скинути і убити імператора. Плани щодо наступних дій розбігалися; одним із планів було обрання імператором Пізона. Утім, в останній момент учасників змови було зраджено, а їхні плани вийшли на поверхню. Понад 40 людей заарештували, загинуло не менше 20. Пізону було наказано вчинити самогубство.